# Delia nubilalis
Delia nubilalis är en tvåvingeart som först beskrevs av Huckett 1966.  Delia nubilalis ingår i släktet Delia och familjen blomsterflugor. Inga underarter finns listade i Catalogue of Life.